# Deûlémont
Deûlémont è un comune francese di 1 671 abitanti situato nel dipartimento del Nord nella regione dell'Alta Francia.
Il comune è posto alla confluenza del fiume Deûle nel Lys.

## Società

### Evoluzione demografica
Abitanti censiti